# 1776 Kuiper
För andra betydelser, se Kuiper (olika betydelser).
1776 Kuiper eller 2520 P-L är en asteroid i huvudbältet som upptäcktes den 24 september 1960 av den nederländsk-amerikanske astronomen Tom Gehrels och det nederländska astronomparet Ingrid van Houten-Groeneveld och Cornelis Johannes van Houten vid Palomarobservatoriet. Den är uppkallad efter den holländsk-amerikanske astronomen Gerard Kuiper.
Asteroiden har en diameter på ungefär 39 kilometer.